# Sigeberto, o Bom
Sigeberto II, dito o Bom (em latim: Bonus) ou o Santo (Sanctus), foi o rei de Essex entre c. 653 e 660/661, sucedendo a Sigeberto I, o Pequeno. Embora uma diocese tenha sido criada na região sob Melito, o reino de Essex caiu novamente no paganismo celta e foi no reinado de Sigeberto que a reconversão sistemática dos saxões orientais se firmou. A História Eclesiástica do Povo Inglês, do Venerável Beda é virtualmente a única fonte sobre a sua vida.

## Família
Para além de citar alguns parentes distantes, Beda não oferece quase nada que ajude a elucidar as conexões familiares de Sigeberto. Evidências adicionais aparecem nas genealogias apresentadas para Ofa, Suiteredo e Sigeredo num manuscrito saxão ocidental do século IX e em duas outras fontes pós-conquista normanda, a Gesta regum de Guilherme de Malmesbury, e a Chronicon ex Chronicis de João de Worcester, esta última incluindo um memorandum (Chronicon A) e uma lista genealógica (Chronicon B). Infelizmente, o relato é por vezes contraditório e confuso. Em uma análise comparativa do material, Barbara Yorke sugere que Sigeberto possa ter sido possivelmente filho de Sevardo e pai de Sigero.

## Poder e conversão
Sigeberto teve um poderoso "amigo" e aliado no norte da ilha, o rei Osvio de Bernícia (r. 642 - 670). A afirmação de Beda de que Sigeberto regularmente visitava a corte de Bernícia e que a maneira geral como Osvio influenciou a carreira de Sigeberto sugere que um balanço de poder pendia para o lado do rei berniciano. A intenção de Osvio pode ter sido manter uma aliança para ajudá-lo a resistir aos avanços do rei Penda da Mércia, como também pode ser o caso em sua aliança com o filho de Penda, Peada, rei dos anglos centrais.
O retrato de Beda sobre o rei deve muito ao seu interesse na conversão dos anglos orientais. Um pagão ao ascender ao trono, Sigeberto foi pressionado por Osvio a renunciar sua crença e aceitar o cristianismo. Como Peada, ele e seus seguidores foram batizados por São Finano de Lindisfarne em uma das propriedades de Osvio chamada de Ad Murum (provavelmente na região da Muralha de Adriano, possivelmente Walbottle), a aproximadamente 20 quilômetros da costa oriental. A cerimônia provavelmente ocorreu em 653 ou 654, antes do ataque de Penda.
A pedido de Sigeberto, Osvio enviou missionários para evangelizar os anglos orientais. O grupo era liderado por São Ceda, que voltara recentemente de seu trabalho missionário entre os anglos centrais, e três companheiros. Seus esforços foram considerados tão exitosos que quando Ceda visitou Finano em Lindisfarne, ele foi consagrado bispo de Essex. Ceda continuou seu trabalho fundando mosteiros em Tilaburg (provavelmente East Tilbury) e Ithancester (quase certamente Bradwell-on-Sea). Este movimento expandiu a autoridade da igreja de Lindisfarne para o sul, o que foi considerado como "reminiscente de uma colonização oportunista dos bernicianos na região".

## Assassinato
Beda relata como Sigeberto se tornou um rei piedoso e generoso, mas que foi logo assassinado por sua nova atitude. Os conspiradores foram seus próprios parentes (propinqui), dois irmãos cujo nome não sabemos que se enfureceram com o rei "por que ele estava sempre pronto a perdoar seus inimigos". O bispo Ceda havia excomungado um dos irmãos por ter se casado ilegalmente e proibiu a comunidade de comer com ele ou visitar a sua casa. Desobedecendo as ordens do bispo, porém, Sigeberto aceitou o convite dos irmãos e os visitou em sua casa. Quando ele cruzou com Ceda na estrada, ele se prostrou à frente do bispo e pediu-lhe perdão, mas o bispo profetizou que o rei iria morrer em sua casa por causa de sua desobediência. Beda conclui dizendo que "a morte deste rei religioso foi de uma forma que não somente pagou por sua ofensa, como aumentou o seu mérito; pois ela se deu como resultado de sua piedade e sua observância aos comandos de Cristo".
Qualquer que seja a mensagem moral que Beda tenha tentado passar, as circunstâncias políticas da época sugerem um cenário muito diferente. Com a expulsão de Osvio, o poder dos bernicianos sobre Essex parece ter se dissipado e assim, quando o sucessor de Sigeberto, uitelmo, filho de Seaxbaldo, precisou de um candidato para ser seu padrinho de batismo, ele se voltou para Etelvoldo, rei dos anglos orientais. Uma mudança nos laços de lealdade ou nas afiliações políticas na elite dos anglos orientais pode, portanto, ajudar a explicar o contexto do assassinato de Sigeberto. Barbara Yorke sugere ainda a possibilidade de que Suitelmo estaria de alguma forma envolvido no assassinato e que ele e seu irmão Suitfrido seriam os dois irmãos retratados por Beda.
A data da morte de Sigeberto é desconhecida, embora seja provável, pelo menos, que tenha ocorrido antes de 664, pois é a época da morte de Swithhelm.